# Strandinger ved Harboøre
|  | Denne artikel er oprettet af botten Steenthbot ud fra en ekstern database. Den kan derfor have sproglige fejl eller mangler. Denne skabelon kan fjernes efter kontrol af indholdet. |

Strandinger ved Harboøre er en dansk dokumentarisk optagelse fra 1916.

## Handling
Vesterhavet 1916. To store fartøjer er strandede. Det ene er muligvis damperen "Hermods", der strandede den 3. januar 1916 ved Knopper på Harboøre Tange. Det andet skib kan ikke umiddelbart identificeres. En sømine ses i vandkanten i begyndelsen af filmen, men den har ikke noget med strandingerne at gøre. Optagelserne af de små kystbåde på stranden er sandsynligvis fra et andet område end Harboøre. Der står HG på bådene, hvilket indikerer, at de stammer fra Hirtshalsområdet.

## Medvirkende
- Kong Christian IX
- Dronning Alexandrine